# Paramacroxiphus uniformis
Paramacroxiphus uniformis är en insektsart som beskrevs av Sigfrid Ingrisch 2008. Paramacroxiphus uniformis ingår i släktet Paramacroxiphus och familjen vårtbitare. Inga underarter finns listade i Catalogue of Life.